# 캐서린 슈워제네거
캐서린 슈워제네거 프랫(영어: Katherine Schwarzenegger Pratt, 1989년 12월 13일 ~ )는 미국의 작가로, 아널드 슈워제네거와 마리아 슈라이버의 딸이다.